# Jan-Ove Waldner
Jan-Ove Waldner (sinh ngày 3 tháng 10 năm 1965) là một cựu vận động viên bóng bàn người Thụy Điển. Ông thường được gọi là "Mozart của bóng bàn", và được nhiều người xem là một trong những vận động viên bóng bàn vĩ đại nhất mọi thời đại. Waldner là một huyền thoại thể thao ở cả quê nhà Thụy Điển lẫn Trung Quốc. Tại Trung Quốc, Jan-Ove Waldner nổi danh với cái tên 老瓦 ("Lão Ngõa") hay 常青树 Cháng Qīng Shù ("Thường Thanh Thụ"), vì sự bền bỉ và khả năng cạnh tranh phi thường của ông.

## Tiểu sử
Jan-Ove Waldner sinh ra ở Stockholm vào ngày 3 tháng 10 năm 1965. Tiềm năng thể thao của ông sớm được công nhận ngay từ khi còn nhỏ và được chứng minh vào năm 1982, với việc góp mặt tại trận chung kết European Championships khi mới chỉ 16 tuổi. Waldner đã để thua người đồng đội thuận tay trái nổi danh Mikael Appelgren, tay vợt được đánh giá là người kế nhiệm sáng giá của nhà vô địch thế giới gốc Thụy Điển Stellan Bengtsson. Trong giai đoạn phát triển năng lực, Waldner cùng một số tuyển thủ đồng hương từng đến một trại huấn luyện cấp quốc gia tại Trung Quốc và được cho là đã rất ngạc nhiên trước sự cống hiến cũng như tinh thần đoàn kết của các vận động viên Trung Quốc. Waldner thừa nhận là kể từ thời điểm đó, ông đã học được rất nhiều điều trong suốt thời gian ở lại và lần đầu tiên coi thời cơ thành công của bản thân trong môn bóng bàn là điều tối quan trọng.
Ở Trung Quốc, một đất nước tôn sùng bóng bàn, Jan-Ove Waldner chắc chắc là người Thụy Điển nổi danh nhất, và vẫn là một trong những nhân vật thể thao có tiếng. Trong những năm 1990, ông được người Trung Quốc biết tới nhiều hơn cả Tổng thống Hoa Kỳ đương thời Bill Clinton. Địa vị đáng kính cùng sự nghiệp lão làng của Waldner khiến người ta đặt cho ông biệt danh "cây thường xanh" (Thường Thanh Thụ) trong tiếng Quan thoại. Jan-Ove Waldner được nhiều người coi là tay vợt có kỹ thuật hoàn thiện nhất mọi thời đại và gần như không thể phủ nhận, là vận động viên bóng bàn không phải người Trung Quốc thành công nhất.
Waldner được trao tặng huy chương vàng Svenska Dagbladet vào năm 1992.
Năm 2010, Waldner giành chức vô địch Thụy Điển lần thứ chín trước Pär Gerell, người sinh vào năm mà ông lần đầu tiên đăng quang giải đấu này.
Ông tiếp tục chơi cho TTC Rhön-Sprudel Fulda-Maberzell tại giải German Bundesliga cho đến tháng 5 năm 2012. Tháng 5 năm 2012, Stefan Frauenholz, chủ tịch của Fulda-Maberzell, xác nhận rằng Jan-Ove Waldner đã kết thúc hợp đồng với câu lạc bộ. Timo Boll đã hỏi: "Trận đấu hôm qua với chúng tôi có phải trận đấu cuối cùng của Jan-Ove Waldner không?" khi đề cập tới trận bán kết Bundesliga giữa Borussia Düsseldorf và Fulda-Maberzell. Và đó chính xác là trận đấu kết thúc sự nghiệp thi đấu quốc tế đỉnh cao của Waldner ở tuổi 46.
Năm 2012, ông bắt đầu chơi cho Spårvägens BTK.
Ngày 11 tháng 2 năm 2016, Waldner thi đấu trận cuối cùng ở giải hạng nhất Thụy Điển cho Ängby / Spårvägen và chính thức tuyên bố giải nghệ.
Cho tới ngày về hưu, Waldner đã chơi ở đẳng cấp quốc tế hơn ba mươi năm, một điều hiếm gặp trong giới bóng bàn vì đây là môn thể thao đòi hỏi khả năng phối hợp tay-mắt và phản xạ rất nhanh. Một số vận động viên trẻ người Trung Quốc mà Waldner thi đấu gần đây, là học trò của những đối thủ mà ông từng chạm trán vào những năm 1990, những người lại được huấn luyện bởi những tay vợt mà Waldner từng so tài vào những năm 1980.
Waldner là một trong bảy vận động viên bóng bàn từng thi đấu tại năm giải đấu bóng bàn đầu tiên của Thế vận hội Olympic kể từ khi môn thể thao này được giới thiệu tại Thế vận hội năm 1988. Những người còn lại bao gồm Jörgen Persson (Thụy Điển), Zoran Primorac (Croatia), Jean-Michel Saive (Bỉ), Csilla Bátorfi (Hungary), Ilija Lupulesku (người Mỹ gốc Serbia) và Jörg Roßkopf (Đức).
Ông cũng là một trong năm tay vợt nam duy nhất trong lịch sử bóng bàn từng giành được danh hiệu Grand Slam trong sự nghiệp (Vô địch World Champion và World Cup nội dung đơn, huy chương vàng Olympic nội dung đơn) (năm 1992). Những cái tên còn lại là: Lưu Quốc Lượng, Trung Quốc (năm 1999), Khổng Lệnh Huy, Trung Quốc (năm 2000), Trương Kế Khoa, Trung Quốc (năm 2012), và Mã Long, Trung Quốc (năm 2016).

## Trong văn hóa đại chúng
Trong bộ phim truyền hình Mỹ The Office, nhân vật Dwight đã đề cập đến Waldner như một trong những người hùng mà anh thần tượng ở tập phim The Deposition. Waldner cũng được đề cập trong phần 2 tập 10 của loạt phim Netflix nguyên bản, Bojack Horseman.

## Olympic
- 1988 Vòng 8 nội dung đơn, vòng 8 nội dung đôi
- 1992 Huy chương vàng nội dung đơn, vòng 1 nội dung đôi
- 1996 Vòng 16 nội dung đơn, vòng 8 nội dung đôi
- 2000 Huy chương bạc nội dung đơn, vòng 16 nội dung đôi
- 2004 Tứ kết nội dung đơn, vòng 8 nội dung đôi

## World championships
- 1983 Huy chương bạc nội dung đồng đội
- 1985 Huy chương bạc nội dung đồng đội
- 1987 Huy chương bạc nội dung đơn, huy chương bạc nội dung đồng đội
- 1989 Huy chương vàng nội dung đơn, huy chương vàng nội dung đồng đội
- 1991 Huy chương bạc nội dung đơn, huy chương vàng nội dung đồng đội
- 1993 Huy chương đồng nội dung đơn, huy chương vàng nội dung đồng đội
- 1995 Huy chương bạc nội dung đồng đội
- 1997 Huy chương vàng nội dung đơn (xử thắng 21-0 các ván), huy chương bạc nội dung đôi
- 1999 Huy chương đồng nội dung đơn
- 2000 Huy chương vàng nội dung đồng đội
- 2001 Huy chương đồng nội dung đồng đội

## European Championships
- 1982 Huy chương bạc nội dung đơn
- 1984 Huy chương bạc nội dung đôi, huy chương đồng nội dung đồng đội
- 1986 Huy chương vàng nội dung đôi, huy chương vàng nội dung đồng đội
- 1988 Huy chương vàng nội dung đôi, huy chương vàng nội dung đồng đội
- 1990 Huy chương vàng nội dung đồng đội
- 1992 Huy chương bạc nội dung đôi, huy chương vàng nội dung đồng đội
- 1994 Huy chương bạc nội dung đơn, huy chương bạc nội dung đồng đội
- 1996 Huy chương vàng nội dung đơn, huy chương vàng nội dung đôi, Huy chương vàng nội dung đồng đội
- 1998 Huy chương đồng nội dung đôi, huy chương đồng nội dung đồng đội
- 2000 Huy chương đồng nội dung đơn, huy chương vàng nội dung đồng đội
- 2002 Huy chương vàng nội dung đồng đội

## Swedish Championships
- 1981 Huy chương vàng nội dung đôi
- 1982 Huy chương vàng nội dung đôi
- 1983 Huy chương vàng nội dung đơn
- 1984 Huy chương vàng nội dung đơn
- 1986 Huy chương vàng nội dung đơn, huy chương vàng nội dung đôi
- 1987 Huy chương bạc nội dung đôi
- 1989 Huy chương vàng nội dung đơn, huy chương bạc nội dung đôi
- 1991 Huy chương vàng nội dung đơn, huy chương vàng nội dung đôi
- 1992 Huy chương vàng nội dung đôi
- 1993 Huy chương bạc nội dung đôi
- 1994 Huy chương bạc nội dung đơn, huy chương vàng nội dung đôi
- 1996 Huy chương vàng nội dung đơn
- 1997 Huy chương vàng nội dung đơn, huy chương bạc nội dung đôi
- 1999 Huy chương vàng nội dung đôi
- 2006 Huy chương vàng nội dung đơn
- 2010 Huy chương vàng nội dung đơn
- 2011 Giải vàng liên ngành